# أنتوني جولدوير
أنتوني جولدوير (بالإنجليزية: Anthony Goldwire)‏ مواليد 6 سبتمبر 1971 في ويست بالم بيتش، هو لاعب كرة سلة أمريكي معتزل أصبح مدرباً بدأ مسيرته الاحترافية في سنة 1994. تم اختياره من قبل فريق فينيكس صنز خلال الدرافت. يبلغ طوله 6 قدم 1 بوصة (1.9 م). اعتزل اللعب في 2008.

## المسيرة الاحترافية
لعب مع شارلوت هورنتس من سنة 1995 إلى 1997، ثم لعب مع دنفر ناغتس من سنة 1996 إلى 1998، ثم لعب مع أولمبياكوس في موسم 1998–1999، ثم لعب مع برشلونة في الدوري الإسباني في موسم 1999–2000، ثم لعب مع دنفر ناغتس في سنة 2001، ثم لعب مع فورتيتودو بولونيا في الدوري الإيطالي في موسم 2001–2002، ثم لعب مع سان أنطونيو سبرز في سنة 2002.

## روابط خارجية
- أنتوني جولدوير على موقع إن بي أي (الإنجليزية)
- أنتوني جولدوير على موقع سبورتس رفرنس (الإنجليزية)
- أنتوني جولدوير على موقع الدوري الإسباني لكرة السلة (الإسبانية)
- أنتوني جولدوير على موقع كرة السلة الأوروبية.كوم (الإنجليزية)
- أنتوني جولدوير على موقع كلية كرة السلة في سبورتس رفرنس.كوم (الإنجليزية)
- أنتوني جولدوير على موقع ريلجم (الإنجليزية)
- أنتوني جولدوير على موقع بروبوليرز (الإنجليزية)
- أنتوني جولدوير على موقع سبورتس رفرنس (الإنجليزية)